# Kirche Seggebruch

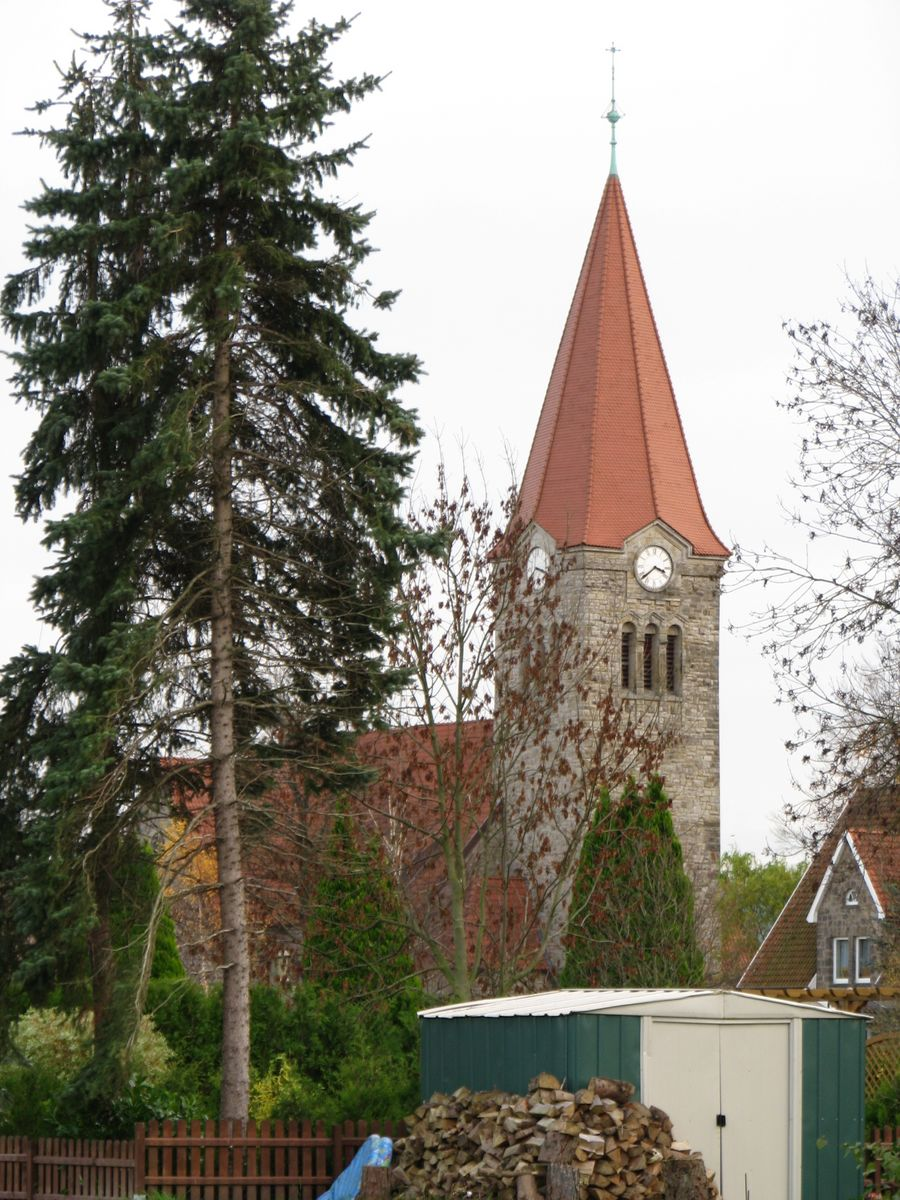
Kirche Seggebruch

Die evangelisch-lutherische denkmalgeschützte Kirche Seggebruch steht in Seggebruch, einer Gemeinde im Landkreis Schaumburg von Niedersachsen. Die Kirchengemeinde gehört zur Evangelisch-Lutherischen Landeskirche Schaumburg-Lippe.

## Beschreibung
Die von August Kelpe im Baustil von Neuromanik und Jugendstil gestaltete Kreuzkirche wurde 1913 aus unregelmäßig bossiertem Quadermauerwerk erbaut. Der Kirchturm, bis zur Spitze 49,5 Meter hoch, welcher mit einem achtseitigen spitzen Zeltdach bedeckt ist, steht im Westen. In seinem Glockenstuhl hängen eine Kirchenglocke aus Bronze, die den Ersten Weltkrieg überlebt hatte, und zwei Gussstahlglocken. Am eingezogenen Chor ist eine Apsis angebaut. Der Innenraum ist mit einem Tonnengewölbe mit schmalen Gurtbögen auf Konsolen, die Vierung mit einer Kuppel überspannt. Die hölzerne Kirchenausstattung stammt aus der Bauzeit.